# Lewis Sperry Chafer
El reverendo Lewis Sperry Chafer (n. 27 de febrero de 1871 - f. 22 de febrero de 1952) nacido en Rock Creek, Ohio, Estados Unidos, era hijo y nieto de pastores protestantes.
Su padre era pastor congregacionalista y murió cuando Chafer tenía 11 años de edad.
Estudió en la New Lyme Academy (Ohio) y en el Oberlin Conservatory College (Ohio). Se dedicó al ministerio como cantante cristiano y evangelista. En 1910 fue ordenado ministro congregacionalista y tres años después cambió al presbiterianismo, al ser nombrado profesor de música en la Mount Hermon School para jóvenes.
En 1903 fue profesor en la Philadephia School of the Bible, escuela fundamentalista recién fundada por Cyrus Scofield y Pettingill, donde permaneció 20 años. En 1924 fundó, junto con W.H.G. Thomas el Evangelical Theological College (hoy Dallas Theological Seminary), del que fue su primer presidente y profesor de teología sistemática hasta el día de su muerte.
Su experiencia como pastor fue breve, de 1923 al 27, puesto que era reclamado como maestro bíblico en diversas partes de la nación. Viajó mucho en compañía de Scofield.
Chafer logró colocar su seminario en un lugar prominente en la escena religiosa norteamericana. De 1934 a 1952 editó la revista teológica Bibliotheca Sacra, en 1947 completó su mundialmente famosa Teología Sistemática en 8 volúmenes.
Premilenial y dispensacionalista destacado, se pronunció extensamente a su favor en su Teología Sistemática. El eje central de su teología fue la infinita gracia de Dios.